# Теорія Серфа
Теорія Серфа вивчає сімейства гладких функцій з дійсними значеннями:
{\displaystyle f\colon M\to \mathbb {R} }
на гладкому многовиді {\displaystyle M}, їх типові особливості і топологію підпросторів, які ці особливості визначають, як підпростори простору функцій. Теорія названа ім'ям Жана Серфа, який почав розвивати теорію в кінці 1960-х.
Ще Марстон Морс довів, що якщо {\displaystyle M} компактний, будь-яка гладка функція
{\displaystyle f\colon M\to \mathbb {R} }
може бути апроксимована функцією Морса. Таким чином, для багатьох цілей можна замінити довільні функції на {\displaystyle M} функціями Морса.
Серф показав, що 1-параметричне сімейство функцій між двома функціями Морса може бути апроксимованим сімейством функцій Морса в усіх точках часу, крім скінченної кількості точок параметру.